# Дронин, Григорий Ефремович
Григорий Ефремович Дронин (1879—1970) — русский революционер, член РСДРП (1903), гласный Новониколаевской городской думы (1917).

## Биография
Родился в 1879 году. Выпускник четырёхклассного городского училища. Работал конторщиком. С 1903 года состоял в РСДРП. Был сотрудником социал-демократических организаций в Тамбове, Саратове и Рязани.
В 1907 году выслан в Енисейскую губернию на поселение. В 1908 году занимался восстановлением работы Красноярского комитета РСДРП. С 1910 по 1914 год — сотрудник газет «Восточная Заря», «Сибирь», «Обская жизнь», «Алтайское дело».
В 1914 году переехал в Новониколаевск, где начал работать в отделении московской чайной фирмы. С 5 марта 1917 года — член Новониколаевского Совета рабочих и солдатских депутатов; с 6 марта — председатель объединённой организации РСДРП; 14 марта избран в состав городского центрального бюро профсоюзов, в котором занял пост председателя.
С 22 по 25 апреля 1917 года — участник Западно-Сибирской конференции социал-демократических организациий (представитель от Новониколаевска). Во время собрания 14 сентября 1917 года агитировал за исключение большевиков из состава объединённой организации РСДРП.
15 ноября 1917 года избран в гласные Новониколаевской городской думы по списку РСДРП(б).
2—10 декабря 1917 года присутствовал на III съезде Советов Западной Сибири в Омске и вступил в Западно-Сибирский краевой продовольственный совет, до мятежа Чехословацкого корпуса оставался его сотрудником.
В период Гражданской войны трудился на большевистское подполье. Впоследствии работал в Омске, Москве, получал персональную пенсию.